# Фаи дела Паганела
Фа̀и дела Паганѐла (на италиански: Fai della Paganella, на местен диалект: Fai, Фаи) е село и община в Северна Италия, автономна провинция Тренто, автономен регион Трентино-Южен Тирол. Разположено е на 958 m надморска височина. Населението на общината е 905 души (към 2018 г.).